# Masia de Can Xicarró
La Masia de Can Xicarró és un monument del municipi de Vilanova i la Geltrú (Garraf) protegit com a bé cultural d'interès local.

## Descripció
Edifici aïllat envoltat per una ampli jardí. És de planta quadrada, amb planta baixa, pis, golfes i un cos perimetral de planta baixa i terrat que forma un porxo a la part del davant. La coberta és a quatre vessants i la de les golfes, més alta, a dues. Les façanes tenen una composició simètrica i presenten obertures d'arc de ferradura. Una barana de balustres recorre el terrat del porxo i de les galeries laterals de les cornises sota la qual hi ha inscrit el nom de "Villa Rosa". Les golfes estant formades per un únic cos centrat cobert a dues vessants i amb una finestra geminada. La façana està arrebossada i decorada amb bandes horitzontals simulant maó i pilastres de maó vist. Al conjunt de l'edifici predominen els elements d'inspiració àrab.

## Història
Va ser construïda pel propietari Manuel Olivella a finals del segle xix o principis del XX. El 1914 es va construir el celler a la part posterior de l'edifici. L'any 1942, el propietari de la finca, Joan Raventós i Catasús, va realitzar obres de restauració a la coberta del celler. La finca va ser venuda en parcel·les de manera il·legal, als anys 70, amb la consegüent degradació de l'entorn. S'han fet obres de remodelació al jardí, aixecant el nivell del terra i col·locant baranes de balustres.